# Turizam u Gruziji
Turizam u Gruziji je važna komponenta gospodarstva Gruzije. 
Međunarodni turizam je brzo rastuća industrija. U 2015. godini zapošljavao je oko 158,500 ljudi, što čini 6,7% BDP-a Gruzije i daje 1,94 milijarde dolara prihoda. Broj turista 2016. dosegao je rekordan broj od 2,720.970 ljudi. Godine 2017., međunarodni dolasci turista ponovno su porasli, dosegnuvši 3,478.932, uz očekivani godišnji prihod od 2,73 milijarde američkih dolara. Rashodi stranih posjetitelja Gruzije imaju značajan utjecaj na platnu bilancu, a približno 64,3% stranih prihoda dolazi iz turizma. Strani turisti ostaju u prosjeku 6,5 dana. 
Službeno tijelo zaduženo za promicanje turizma u Gruziju je Gruzijska nacionalna turistička uprava (GNTA). Godine 2016., GNTA je sudjelovala na 21 međunarodnom i domaćem turističkom sajmu, vodila marketinške kampanje na 16 ciljanih tržišta i organizirala 99 putovanja za novinare i upoznavanje zemlje.
Od kolovoza 2017., godine bilo je ukupno 1.945 smještajnih jedinica koje su registrirane u GNTA bazu, s ukupno 65,656 kreveta. Područja s najviše kreveta bili su Tbilisi - 17,796 (27.1%) i Adjara - 12,126 (18.5%). Najčešći oblik smještaja su hoteli (41.123 kreveta), a slijede obiteljski hoteli (11.374 kreveta). Godine 2017. otvoreno je 60 novih hotela s kombiniranim brojem kreveta od 3,894. Od 2017. do 2019. planirano je otvaranje 194 hotela, s ukupnim brojem kreveta od 21,216. 
Hotelski lanci s poslovanjem u Gruziji uključuju: Courtyard by Marriott, Mercure, Millennium Hoteli, Hilton Hoteli,  Holiday Inn, Sheraton hoteli i Radisson. Batumi ima nekoliko casina koji privlače turiste iz Turske, gdje je kockanje protuzakonito.
Gruzija je jedna od najstarijih vinarskih regija na svijetu, a vinarstvo je duboko ukorijenjeno u kulturi zemlje. Najstariji arheološki ostaci vezani za sjemenke grožđa i vinarstvo stari 8000 godina pronađeni su u Gruziji, a danas u zemlji ima više od 500 sorti grožđa. Gruzija ima 18 oznaka podrijetla vina: cinandali, napareuli, atenuri, kindzmarauli, ahašeni, mukuzani, kvanchkara itd. 

## Galerija
- Katedrala Bagrati
- Džvari
- Stari dio grada Tbilisija.
- Dvorac Rabati